# Mario Reiter

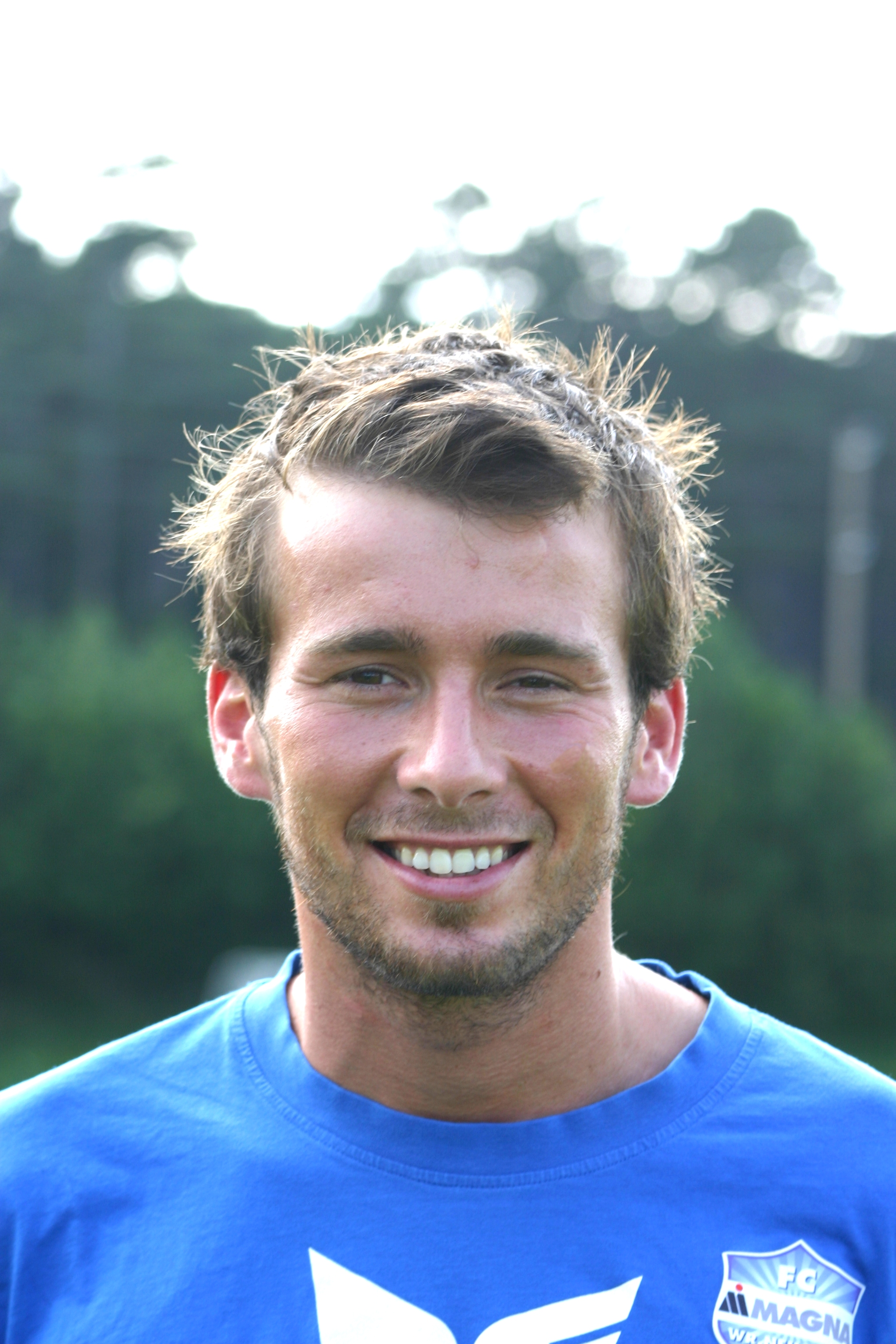
Mario Reiter

Mario Reiter (Rankweil, 5 november 1970) is een voormalig Oostenrijks alpineskiër. Hij won goud tijdens de Olympische Winterspelen van 1998.

## Medailles

### Olympische Winterspelen
Nagano 1998 :  in de combinatie

### Wereldkampioenschap
Sierra Nevada 1996 :  in de slalom
Sestriere 1997 :  in de combinatie